# Муаньо (лунный кратер)
Кратер Муаньо (лат. Moigno) — крупный ударный кратер в северном полушарии видимой стороны Луны. Название присвоено в честь французского математика и популяризатора науки Франсуа Наполеона Мари Муаньо (1804—1884); утверждено Международным астрономическим союзом в 1935 г.

## Описание кратера

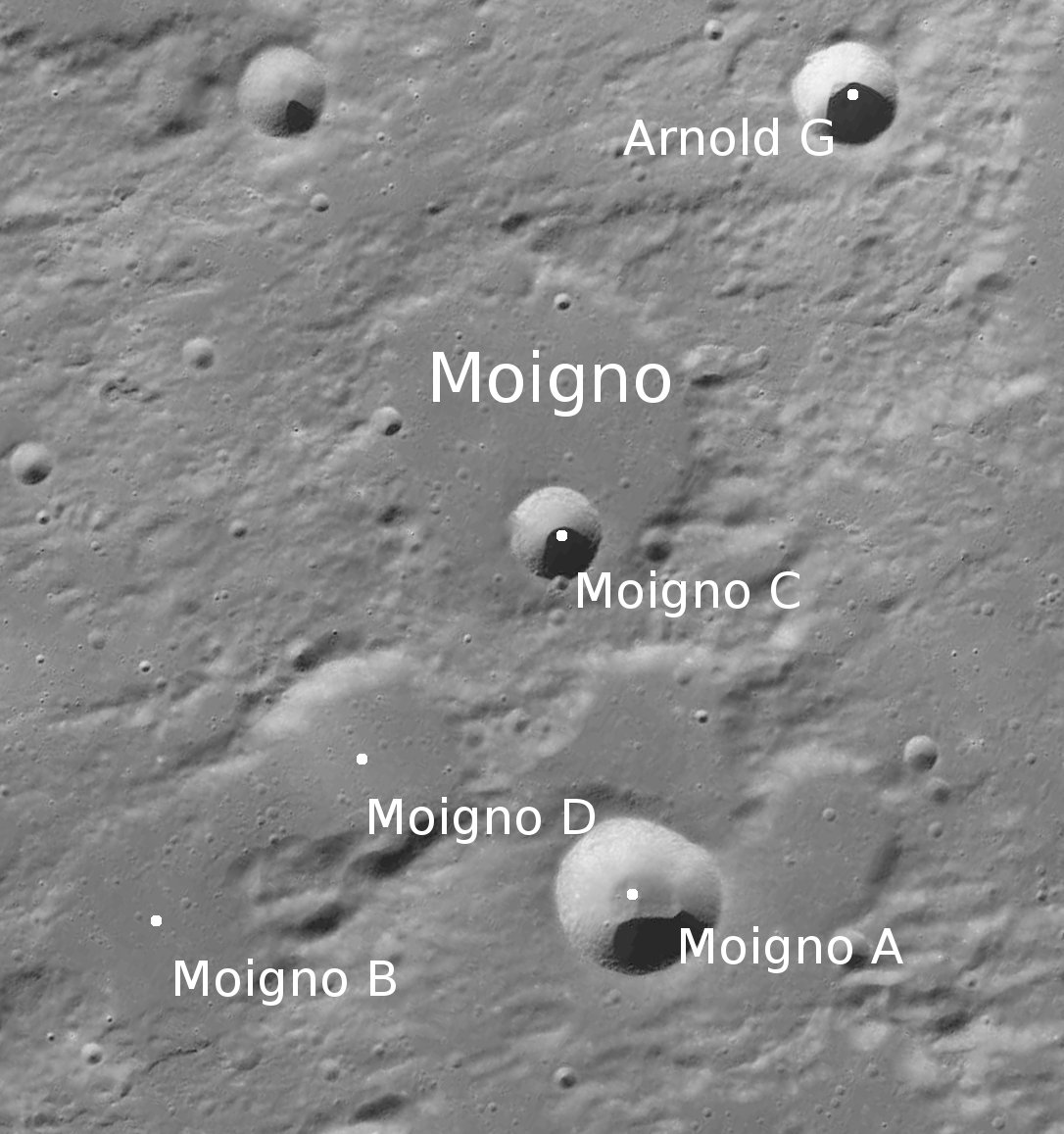
Окрестности кратера Муаньо. Снимок зонда Lunar Reconnaissance Orbiter.

Ближайшими соседями кратера являются кратер Нейсон на северо-западе; кратер Арнольд на востоке; кратер Демокрит на юго-востоке и кратер Кейн на юге-юго-западе. На юге от кратера Муаньо располагается Море Холода. 
Селенографические координаты центра кратера 66°16′ с. ш. 28°48′ в. д. / 66,27° с. ш. 28,8° в. д., диаметр 36,8 км, глубина 760 м.
Кратер Муаньо имеет близкую к циркулярной форму и значительно разрушен. Вал сглажен, во многих местах разорван понижениями местности и узкими долинами. Высота вала над окружающей местностью достигает 990 м, объем кратера составляет приблизительно 940 км³.  Дно чаши переформировано лавой, ровное, испещрено множеством мелких кратеров, в южной части находится приметный чашеобразный сателлитный кратер Муаньо С.

## Сателлитные кратеры
| Муаньо | Координаты                                            | Диаметр, км |
| ------ | ----------------------------------------------------- | ----------- |
| A      | 64°49′ с. ш. 29°43′ в. д. / 64,81° с. ш. 29,72° в. д. | 15,8        |
| B      | 64°38′ с. ш. 26°07′ в. д. / 64,64° с. ш. 26,11° в. д. | 24,3        |
| C      | 65°59′ с. ш. 29°04′ в. д. / 65,98° с. ш. 29,06° в. д. | 9,2         |
| D      | 65°11′ с. ш. 27°35′ в. д. / 65,19° с. ш. 27,59° в. д. | 23,9        |

## См.также
- Список кратеров на Луне
- Лунный кратер
- Морфологический каталог кратеров Луны
- Планетная номенклатура
- Селенография
- Минералогия Луны
- Геология Луны
- Поздняя тяжёлая бомбардировка